# Budeasa
Budeasa est une commune roumaine située dans le județ d'Argeș.